# Ерёмин, Дмитрий Александрович
Дмитрий Александрович Ерёмин (17 апреля 1973, Москва, СССР) — российский футболист, игрок в мини-футбол. Известен выступлениями за московские клубы «Минкас», «ГКИ-Газпром» и «Динамо». Выступал за сборную России по мини-футболу.

## Биография
Ерёмин является воспитанником московской ДЮСШ «Трудовые резервы». В мини-футболе высшего уровня он дебютировал в составе «Минкаса» и с первого же сезона начал отличаться высокой результативностью. В сезоне 1994/95 Дмитрий уступил в гонке бомбардиров лишь Константину Ерёменко.
Ерёмин выступал в составе «Минкаса» три сезона, выиграв Кубок России и Кубок Высшей лиги, после чего перешёл в «ГКИ-Газпром». Продолжая забивать в составе «газовиков», он помог своей новой команде в завоевании Кубка России 2000 года и Суперкубка России 2001 года. На его счету решающие голы в финалах обоих этих турниров.
После расформирования «ГКИ-Газпрома» Ерёмин вместе с многими другими игроками команды перешёл в московское «Динамо». В составе «динамовцев» Дмитрий выиграл единственный недостающий российский трофей в своей коллекции — золото чемпионата России. Затем он покинул клуб, некоторое время выступал за «Спартак-Щёлково», позже за «Арбат». Информация о дальнейшей карьере Ерёмина отсутствует, вероятно, на высоком уровне он больше не играл.
Провёл 7 игр и забил 1 мяч в составе сборной России по мини-футболу. Входил в состав сборной на Чемпионат Европы по мини-футболу 1996 года, на котором россияне выиграли серебро.

## Достижения
- Серебряный призёр чемпионата Европы по мини-футболу 1996 года
- Чемпион России по мини-футболу 2002—2003 годов
- Обладатель Кубка России по мини-футболу (2): 1994, 2000 годов
- Обладатель Суперкубка России по мини-футболу 2001 года
- Обладатель Кубка Высшей Лиги 1994 года